# Garypus pallidus
Espèce
Garypus pallidus est une espèce de pseudoscorpions de la famille des Garypidae.

## Distribution
Cette espèce est endémique du Mexique. Elle se rencontre en Basse-Californie du Sud vers l'île Jacques Cousteau et en Oaxaca.

## Description
Le mâle mesure 3 mm et la femelle 3,3 mm.

## Publication originale
- Chamberlin, 1923 : New and little known pseudoscorpions, principally from the islands and adjacent shores of the Gulf of California. Proceedings of the California Academy of Sciences, sér. 4, vol. 12, no 17, p. 353-387 (texte intégral).